# Le Chien d'or

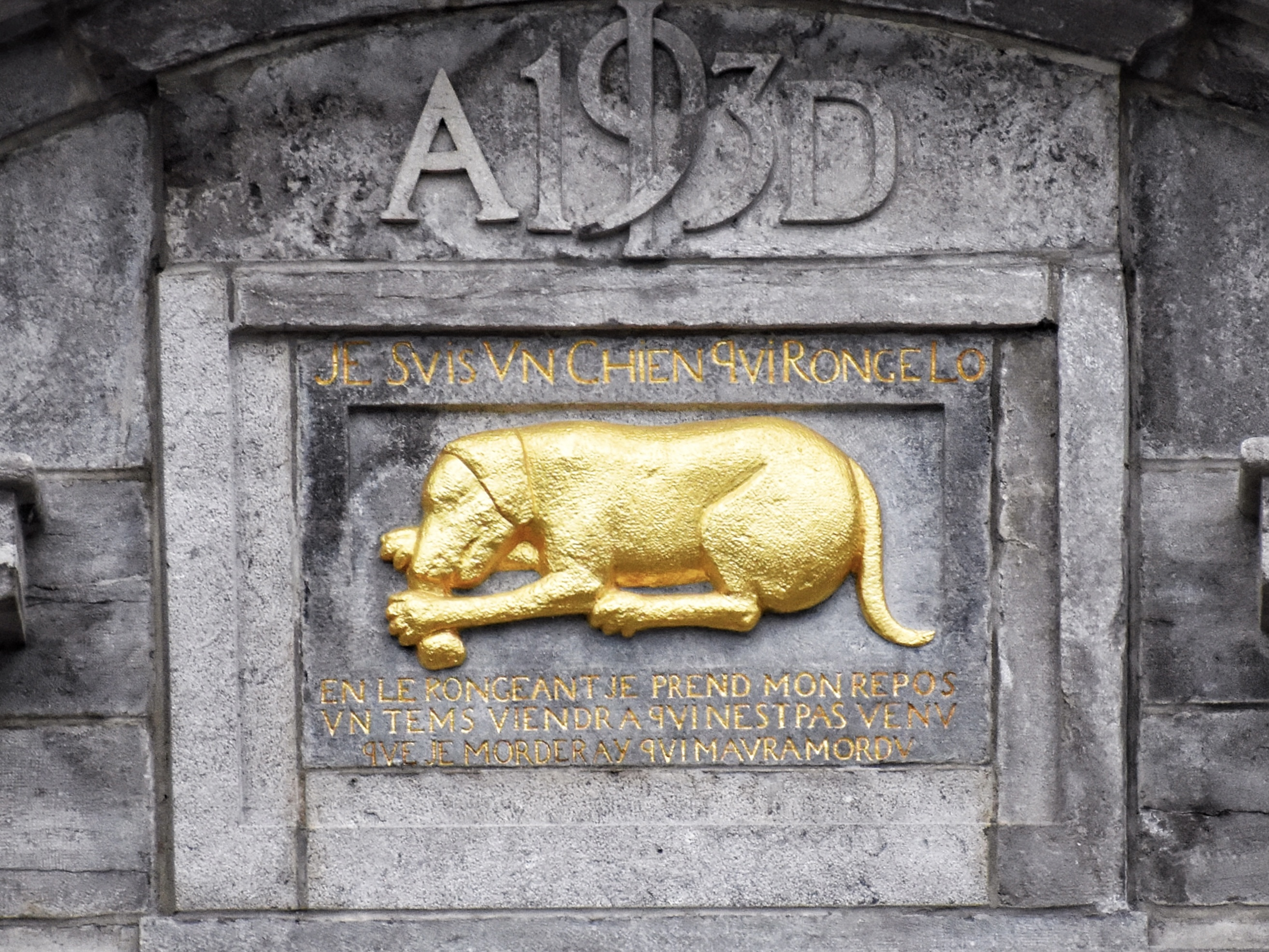
Bas relief du Chien d'or

Le Chien d'or est une légende québécoise qui s'est élaborée autour d'un bas-relief de la ville de Québec datant du Régime français, représentant un chien couché rongeant un os.

## Bas-relief du Chien d'or
Dans la Haute-Ville de Québec, avant le tournant de la Côte de la Montagne, sur la rue du Fort, se trouve un monument dédié à Monseigneur de Laval, premier évêque de la Nouvelle-France. Derrière ce monument, au coin de la rue du passage (aujourd’hui Passage du Chien d’Or 46° 48′ 48″ N, 71° 12′ 18″ O) qui conduit à l’escalier Louis-Baillairgé et de la rue du Fort, se trouve l’ancien bureau de poste, aujourd’hui l’édifice Louis-S.-St-Laurent.
Sur le fronton d’un porche à colonnade est inséré le bas-relief du Chien d'Or, montrant un chien couché et rongeant un os. L'inscription suivante y est gravée :
Je suis un chien qui ronge l'os
En le rongeant je prend mon repos
Un tems viendra qui nest pas venu
Que je morderay qui maura mordu

## Historique

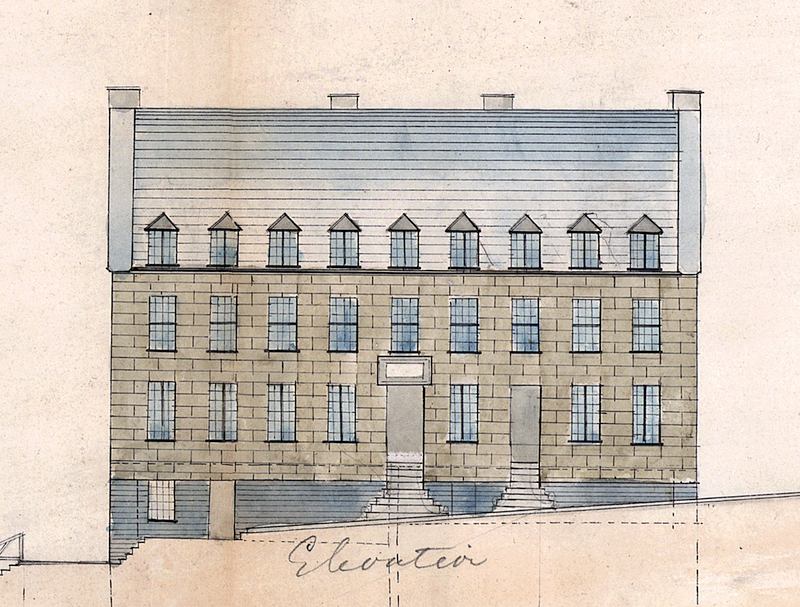
La maison du chien d'or en 1845
dessin de l'arpenteur Adolphe LaRue

À Québec en 1688, le chirurgien Timothée Roussel, originaire de Montpellier, fait construire une maison sur la rue Buade qui sera plus tard connue sous le nom de Maison du Chien d’Or.
En 1734, la maison est vendue à Nicolas Jacquin-Philibert, un Lorrain originaire de Martigny-les-Bains expatrié en Nouvelle-France, qui travaille alors en tant que munitionnaire du roi. Or, en 1748, Jacquin-Philibert est assassiné d'un coup d'épée à la suite d'une dispute avec Pierre-Jean-Baptiste-François-Xavier Le Gardeur de Repentigny, en lien avec son hébergement chez Philibert.
Après avoir été condamné à être décapité, Le Gardeur de Repentigny réussit à s'enfuir du Fort Saint-Frédéric avec l'appui de ses amis. En raison de son service militaire, il fut par la suite gracié et revint à Québec où il fut apprécié par Vaudreuil, Lévis et Montcalm. Une légende veut qu'il ait été tué à Pondichéry par le fils de Philibert. Il est effectivement mort et enterré dans les Établissements français de l'Inde en 1776.
Vers 1786, la maison est acquise par le Frère Prentice pour en faire l'Auberge le Chien d'Or.

## Roman de William Kirby

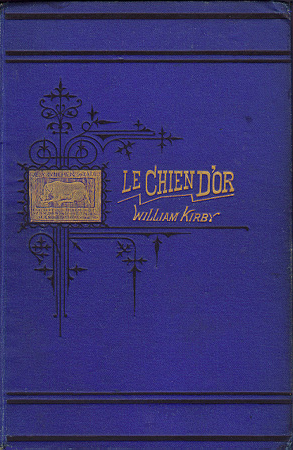
Page couverture de la première édition du roman de William Kirby en 1877

Cette légende a notamment servi de base pour le roman de William Kirby, intitulé The Golden Dog, qui met en scène la rivalité entre le citoyen Philibert et la compagnie mercantile de l'Intendant Bigot.
Pierre, le fils de Philibert, a une relation amoureuse avec Amélie de Repentigny alors que Le Gardeur se lie avec l'orgueilleuse Angélique des Meloises. Angélique réussit à amener Le Gardeur à tuer Philibert, ce qui précipite la chute de la Nouvelle-France. La morale du Chien d'Or veut que la vengeance conduise à la tragédie. Pamphile Le May a réalisé la traduction du roman en 1879.

## Postérité
En 1916, l'historien Benjamin Sulte écrivait que la maison de Roussel était encore en excellent état lors de la visite de Kirby en 1865. L'immeuble original fut détruit en 1869 pour inaugurer l'Hôtel des Postes.
Philippe Aubert de Gaspé mentionne l'incident entre Philibert et Repentigny au cinquième chapitre de ses Mémoires et s'attache à laver Repentigny de certaines histoires qui ont ensuite circulé à son sujet dans la population de Québec. Pierre-Georges Roy a commenté cette affaire dans l'un de ses textes publiés en 1946.
En 1996, un Passage, est nommé en l'honneur de cette légende entre la Rue De Buade et l'escalier Charles Baillairgé dans la ville de Québec.
Le 11 novembre 2012, la place Nicolas-Jacquin-Philibert a été inaugurée à Martigny-les-Bains, son village natal, à l'initiative de Marie-Françoise et Jean-François Michel, auteurs d'une biographie sur ce Lorrain expatrié en Nouvelle-France, et animateurs de l'association Saône Lorraine.